# Ђакомо Матеоти
Ђакомо Матеоти (итал. Giacomo Matteotti; Фрата Полезине, 22. мај 1885 — Рим, 10. јун 1924) био је италијански политичар, социјалиста. Дана 30. маја 1924. године, Матеоти је у италијанском Парламенту отворено говорио о нерегуларностима током недавно одржаних избора, конкретно о томе како су фашисти лажирали гласове, и користили насиље да стекну више гласова. Једанаест дана након тога, фашисти су га киднаповали и извршили атентат на њега.

## Биографија
Ђакомо Матеоти потиче из богате породице из Фрата Полезине, у округу Ровиго, региону Венето. Дипломирао је право на Универзитету у Болоњи.
Након студија, Матеоти се придружио Италијанској социјалистичкој партији. Био је изабран у Дом посланика Републике Италије 1919. године, и реизабран на мандат од 1921. до 1924. године. У то време, заузима позицију генералног секретара његове партије. Међутим, у међувремену Мусолини је јачао своју власт, између осталог, вршећи терористичке нападе на левичаре. Ђакомо Матеоти је 30. маја 1924. године у Парламенту упутио оптужбе на рачун фашистичке партије. Мање од две недеље након тога, 10. јуна, шесторица фашистичких присталица су киднаповали Матеотија у Риму, убили га, а његово тело на брзину сахранили ван града, близу града Ријано.

## Последице изазване Матеотовом смрћу
Око Матеотијевог нестанка, као и проналаска његовог тела пар недеља касније, се дигла велика прашина. Италијанска јавност је, без сумње, схватила умешаност фашиста у овај злочин и реаговала је против фашистичке владавине.
Опозициони посланици су се повукли из Парламента, у акцији познатој као Авентин сецесија, из протеста због убиства и радили су на рушењу Мусолинија. Међутим парламентарне снаге су се показале неефикасне и немоћне пред догађајима који су довели до Мусолинијевог преузимања власти 1922. године, те није дошло до одлучне акције против Мусолинија. Упркос продужене судске истраге, шест осумњичених, који су ухапшени због убиства, ослобођени су.
Криза коју је изазвало убиство Матеотија је пољуљала углед фашистичке странке, као и углед самог Мусолинија. Самим тим, 3. јануара 1925. године, Мусолини је у говору у Парламенту преузео потпуну одговорност, као шеф Националне фашистичке странке. Међутим, контрадикторно, непосредно пре тога је дао директну наредбу да убиство остане неразјашњено. Такође, у истом говору, изазвао је своје противнике да га кривично гоне за криминал, али, очекивано, поступак никада није био покренут, будући да су његови противници били сувише слаби да предузму нешто о том питању.
Атентат на Матеотија представља прекретницу у историји италијанског фашизма. Мусолини је након тога напустио план рада Парламента, предузео значајне кораке да створи тоталитарну државу, укључујући и цензуру штампе, искључење не-фашистичких министара, као и формирање тајне полиције.

## Епилог
По завршетку Другог светског рата, демократски режим је покренуо нову истрагу, а преживела тројица убица су осуђени на 30 година затвора.
Матеотијево име данас представља симбол антифашистичке борбе и у Другом светском рату га је носило више партизанских јединица у покрету отпора.